# Netzflügler

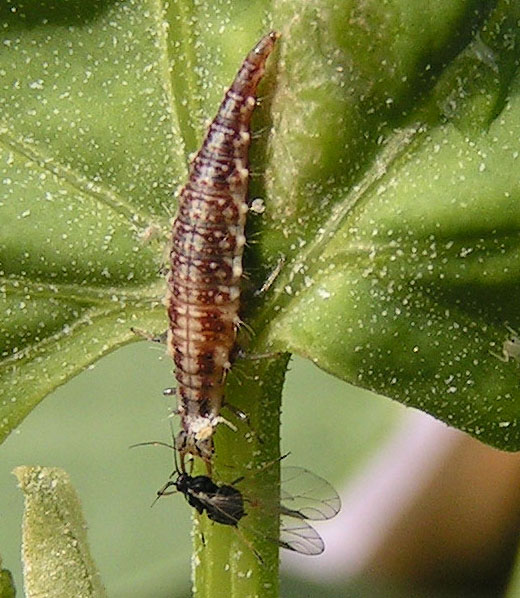
Eine Larve der Florfliege (Chrysoperla carnea) erbeutet eine Blattlaus

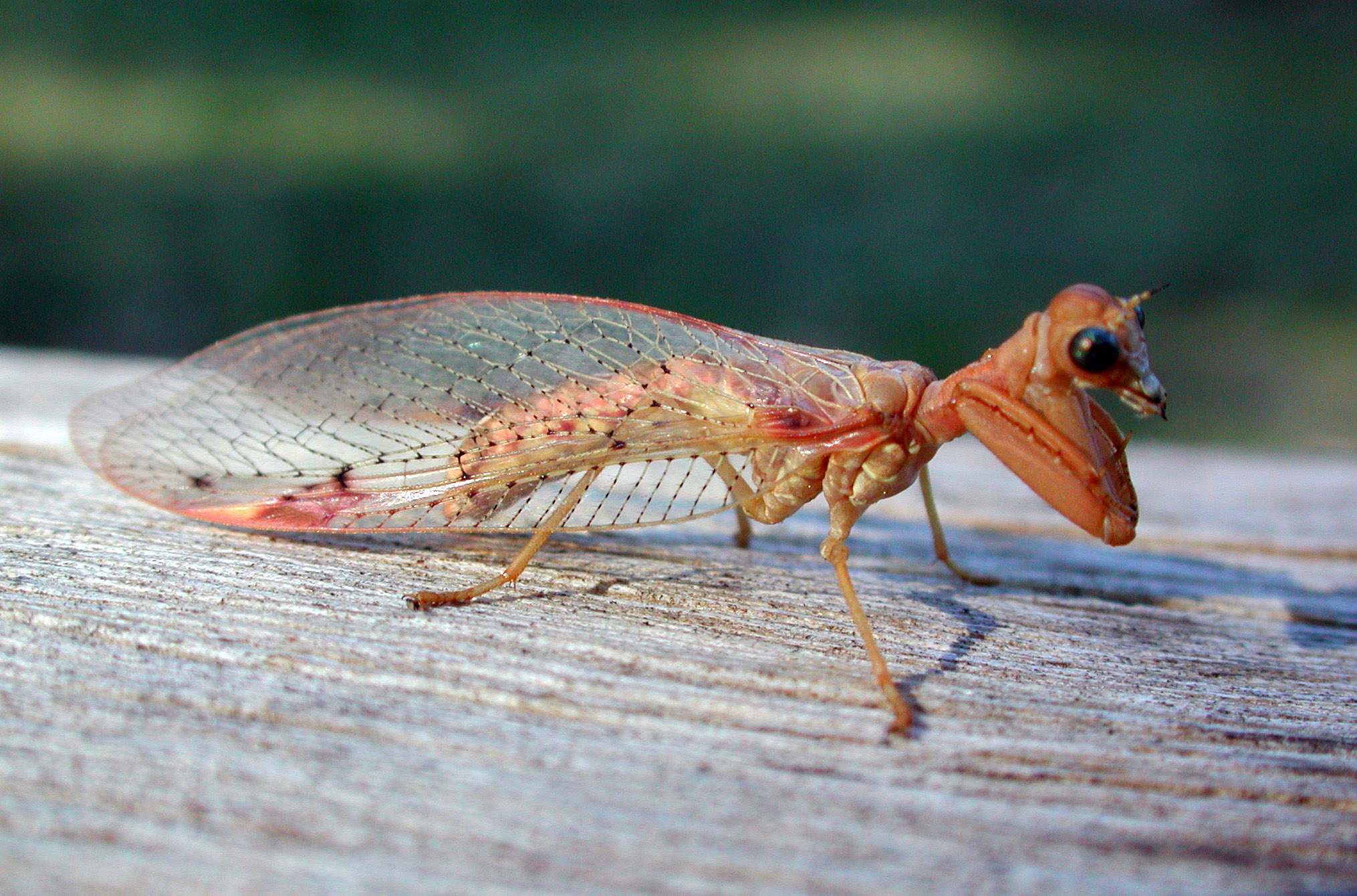
Ditaxis biseriata aus Australien

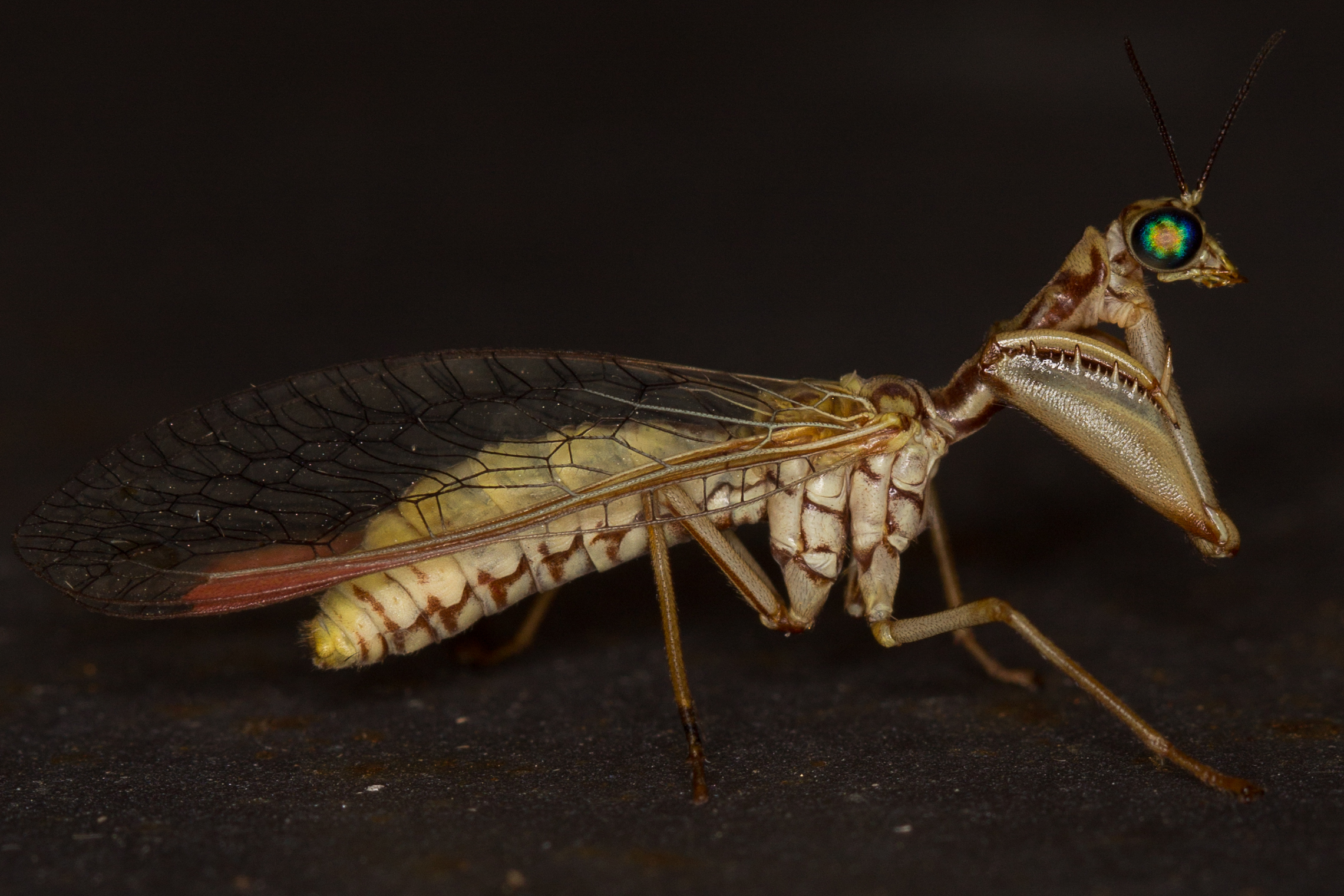
Nahaufnahme eines Fanghafts

Die Netzflügler (Neuroptera, Syn.: Planipennia) sind eine Ordnung der Insekten. Sie werden auch Hafte genannt (Einzahl: der Haft). Von ihnen sind insgesamt etwa 5500 Arten bekannt, 292 davon aus Europa, etwa 120 davon leben in Mitteleuropa und 104 in Deutschland. Ihr Hauptverbreitungsgebiet sind die Tropen und Subtropen. Zu dieser Ordnung gehören auffallende und bizarre Arten wie beispielsweise die Fanghafte. Innerhalb der Netzflügler finden sich auch zwei Familien mit aufgrund ihrer Lebensweise gut bekannten Larven: die Ameisenjungfern mit den Ameisenlöwen und die Florfliegen mit den Blattlauslöwen.

## Merkmale
Die Netzflügler unterscheiden sich von den Großflüglern (Megaloptera) durch ihren Prothorax, der nicht schildförmig ist, sondern seitlich bis zu den Hüften der Vorderbeine hinunter gebogen ist, nach unten gerichtete Mundwerkzeuge und Flügelpaare, die an der Basis etwa gleich breit sind. Die Kamelhalsfliegen (Raphidioptera) als dritte Ordnung der Netzflüglerartigen können anhand des stark ausgezogenen Prothorax und des lappenförmig verbreiterten dritten Tarsengliedes an allen drei Beinpaaren unterschieden werden. Die Fanghafte haben ebenfalls einen verlängerten Prothorax, können aber anhand ihrer Fangbeine eindeutig von den Kamelhalsfliegen unterschieden werden. Die Tiere können auch mit Steinfliegen (Plecoptera) verwechselt werden, sie unterscheiden sich von ihnen aber durch das Fehlen der Cerci am Hinterleibsende.
Das Erscheinungsbild der verschiedenen Arten der Netzflügler ist sehr unterschiedlich und reicht von kleinen, mottenschildlausähnlichen Arten wie die der Staubhafte über schmetterlingsähnliche Schmetterlingshafte und libellenähnliche Ameisenjungfern bis hin zu den Fanghaften, die Ähnlichkeit mit Fangschrecken haben. Die Flügelspannweite der mitteleuropäischen Arten variiert zwischen 1,5 und 80 Millimetern, tropische Arten wie beispielsweise Palpares voeltzkowi erreichen sogar Spannweiten von bis zu 160 Millimetern. Sie besitzen wie auch die übrigen Netzflüglerartigen netzförmig geäderte Flügel, die in der Ruhestellung dachartig über den Hinterleib gelegt werden. Nur bei wenigen Arten sind die Flügel zurückgebildet oder modifiziert. Ihre drei Laufbeinpaare haben fünf Tarsenglieder, lediglich die Fanghafte weichen mit ihren zu Fangbeinen modifizierten Vorderbeinen von diesem Bauplan ab. Die Imagines besitzen beißend-kauende Mundwerkzeuge mit Mandibeln und proportional große, hervortretende Facettenaugen. Die Fühler sind meist lang und fadenförmig, bei manchen Arten können sie auch am Ende keulenförmig verbreitert sein.
Die Larven der Netzflügler unterscheiden sich in ihrem Aussehen komplett von den ausgewachsenen Tieren und sind auch je nach zugehöriger Familie in ihrer Erscheinung und Größe äußerst unterschiedlich. Ihre Mandibeln und Maxillen sind zu kräftigen Saugzangen umgebildet, mit denen die Beute gepackt werden kann. Sie haben keinen After, sondern würgen Unverdauliches entweder durch den Mund wieder aus oder speichern es im Mitteldarm. Einige Larven tarnen sich mit Substrat oder Nahrungsresten, welche am Körper befestigt werden.

## Vorkommen und Lebensweise
Netzflügler kommen weltweit in nahezu allen Lebensräumen vor. Der Großteil der Imagines und auch ihre Larven leben an Land. Nur wenige Arten wie etwa einige Bachhafte leben am Wasser, die Larven der Schwammhafte und der Nevrorthidae entwickeln sich im Wasser. Fast alle Arten der Ordnung sind nacht- oder dämmerungsaktiv und können nur mäßig gut fliegen. Lediglich die Fadenhafte und Schmetterlingshafte sind tagaktiv, letztere sind darüber hinaus ausgezeichnete Flieger. Einige Arten lassen sich nachts durch künstliches Licht anlocken. Nahezu alle Larven ernähren sich räuberisch von kleinen Insekten, insbesondere von verschiedenen Pflanzenläusen oder Milben. Sie werden mit den Saugzangen gepackt, um ihnen Verdauungssäfte zu injizieren, die anschließend ausgesaugt werden (extraintestinale Verdauung). Die Ameisenlöwen fangen ihre Beute mittels selbstgegrabener Trichter im lockeren Sand und konnten sich dadurch die ökologische Nische von Sandlebensräumen erschließen. Die Larven der Fang- und Schwammhafte entwickeln sich als Parasiten. Die Imagines sind entweder räuberisch oder ernähren sich wie beispielsweise die Fadenhafte von Pollen oder wie viele Florfliegen von Honigtau.

## Entwicklung
Nach der Paarung legen die Weibchen ihre Eier auf oder im jeweiligen Substrat ab. Die Eier vieler Arten sitzen an mehr oder weniger langen Stielen, die an Ästen, Blättern und auch Hauswänden zu finden sind. Sie werden mitunter auch gezielt an Kolonien von Beutetieren gelegt. Die Larven häuten sich während ihrer Entwicklung meist dreimal, manche Arten auch vier- oder fünfmal. Die Larven entwickeln sich meist relativ schnell, weswegen je nach Art mitunter mehrere Generationen pro Jahr ausgebildet werden. Es gibt aber auch Arten, die für ihre Entwicklung zwei Jahre benötigen. Sie verpuppen sich in einem Kokon ausschließlich an Land, der meist im Boden angefertigt wird.

## Systematik der Netzflügler
Die von Linné eingeführte Ordnung Neuroptera wurde charakterisiert durch den Besitz von vier häutigen Flügeln und das Fehlen eines Stachels (im Gegensatz zu den Hautflüglern). Damit stellte diese Gruppe eine polyphyletische Sammelgruppe dar, unter der neben den heute als Netzflügler bezeichneten Arten auch die Libellen, Eintagsfliegen, Steinfliegen, Köcherfliegen und Schnabelfliegen eingeordnet wurden.
Von nachfolgenden Systematikern wurde diese Gruppe zunehmend aufgespalten, Latreille führte 1817 den Namen Planipennes für Linnés Neuroptera ohne Libellen und Eintagsfliegen ein, dieser Name wurde von Burmeister 1839 fälschlicherweise in Planipennia latinisiert und für die Netzflüglerartigen einschließlich der Schnabelfliegen verwendet. Die heutige Verwendung der nach derzeitigem Wissensstand monophyletischen Taxa Neuroptera (Netzflügler) und Neuropterida (Netzflüglerartige) geht auf Handlirsch zurück (Zur Phylogenie der Hexapoden, 1903). Die Verwandtschaftsverhältnisse innerhalb der Netzflüglerartigen sind noch nicht vollends geklärt, es wird aber vermutet, dass die Ordnung am nächsten mit den Großflüglern verwandt ist.
Auch wenn die nahe Verwandtschaft der einzelnen Familien der Netzflügler außer Frage steht, stellen sie eine sehr diverse Gruppe innerhalb der Insekten dar. Weltweit werden etwa 16 Familien der Netzflügler unterschieden, von denen 12 durch Vertreter in Europa präsent sind. In Mitteleuropa sind es immerhin noch 8 Familien.
Die 12 in Europa vorkommenden Familien sind in drei Unterordnungen aufgeteilt. Mit einem Stern markierte Familien finden sich auch in Mitteleuropa:
- Hemerobiiformia
  - Berothidae
  - Florfliegen, Goldaugen (Chrysopidae) *
  - Staubhafte (Coniopterygidae) *
  - Dilaridae
  - Taghafte, Braune Florfliegen (Hemerobiidae), Larven: Blattlauslöwen *
  - Fanghafte (Mantispidae) *
  - Bachhafte (Osmylidae) *
  - Schwammhafte (Sisyridae) *
- Myrmeleontiformia
  - Schmetterlingshafte (Ascalaphidae) *
  - Ameisenjungfern (Myrmeleontidae), Larven: Ameisenlöwen *
  - Fadenhafte (Nemopteridae)
- Nevrorthiformia
  - Nevrorthidae

Die übrigen, nicht in Europa vorkommenden Familien, sind die Ithonidae, Nymphidae, Psychopsidae und Rhachiberothidae.

## Fossile Belege
Als ältester gesicherter Nachweis dieser Ordnung gelten Flügelfragmente aus dem Perm Russlands. Einige mesozoische Formen sind aus dem Oberjura Süddeutschlands (u. a. Solnhofener Plattenkalk) bekannt. Weitere Formen sind aus kreidezeitlichem und tertiärem Bernstein verschiedener Lagerstätten beschrieben.